# OSSEC
OSSEC é um sistema de detecção de intrusão baseado em host livre e aberto (HIDS). Realiza análise de log, verificação de integridade, monitoramento de registro do SO, detecção de rootkit, alerta com base em tempo e resposta ativa. Ele fornece detecção de intrusão para a maioria dos sistemas operacionais, incluindo Linux, OpenBSD, FreeBSD, OS X, Solaris e Windows. A OSSEC possui uma arquitetura centralizada e multi-plataforma que permite que sistemas múltiplos sejam facilmente monitorados e gerenciados.
O OSSEC está em conformidade com os requisitos do PCI DSS ( Payment Card Industry Data Security Standard ).
OSSEC foi criado em 2004 pelo Brasileiro Daniel B. Cid, e em junho de 2008, o projeto e todos os direitos autorais foram adquiridos pela Third Brigade, Inc. Eles prometeram continuar contribuindo com a comunidade de código aberto e estendendo o suporte comercial e o treinamento ao Comunidade de código aberto OSSEC.